# استورم‌نس
استورم‌نس (به انگلیسی: Stromness) یک شهرک در اسکاتلند است که در اورکنی واقع شده‌است. استورم‌نس ۲٬۲۰۰ نفر جمعیت دارد.